# 上科特雷站
上科特雷站（羅馬化：Verkhnie Kotly）是莫斯科地鐵莫斯科中央環線的一個車站，2016年9月啟用。

## 名稱
站名來自舊村莊上科特雷，1932年併入莫斯科。此站原計劃名為華沙公路站，但2016年8月改為現名。

## 外部連結
- mkzd.ru